# Sława Wielkopolska
Sława Wielkopolska – wieś w Polsce położona w województwie wielkopolskim, w powiecie wągrowieckim, w gminie Skoki.
W latach 1975–1998 miejscowość administracyjnie należała do województwa poznańskiego.
W pobliżu wsi, w lesie, rośnie jedna z największych w kraju grusz. To drzewo o prostym pniu, z okazałą koroną, obwód gruszy to 385 cm (na wys. 0,6 m), natomiast wysokość – 16 m (w 2013 roku).
Na terenie wsi znajduje się stacja kolejowa Sława Wielkopolska.